# Papy fait de la résistance
Papy fait de la résistance är en fransk komedifilm från 1983 i regi av Jean-Marie Poiré.

## Rollista i urval
- Christian Clavier - Michel Taupin
- Michel Galabru - Jean-Robert Bourdelle, "Gramps"
- Dominique Lavanant - Bernadette Bourdelle
- Jacques Villeret - Ludwig Von Apfelstrudel
- Roland Giraud - general Hermann Spontz
- Gérard Jugnot - Adolfo Ramirez / Adolfo Ramirez Jr.
- Jean Carmet - André Bourdelle
- Julien Guiomar - överste Vincent
- Josiane Balasko - farmaceuten
- Michel Blanc - fader Leboeuf
- Jean-Claude Brialy - tennisspelaren
- Bernard Giraudeau - motståndsman
- Thierry Lhermitte - SS Standartenführer
- Jean Yanne - milisman Murat
- Roger Carel - general Muller